# Saint-Rémi
Saint-Rémi, antes también conocida como La Salle, Saint-Rémi-de-Lasalle y Saint-Rémi-de-Napierville, es una ciudad de la provincia de Quebec en Canadá. Está ubicada en el municipio regional de condado de Les Jardins-de-Napierville y a su vez, en la región de Vallée-du-Haut-Saint-Laurent en Montérégie.

## Geografía
Saint-Rémi se encuentra ubicada en las coordenadas 45°16′00″N 73°36′00″O / 45.26667, -73.60000. Según Statistique Canada, tiene una superficie total de 78,80 km² y es una de las 1135 municipalidades en las que está dividido administrativamente el territorio de la provincia de Quebec.

## Política
Saint-Rémi es el municipio más poblado del MRC de Les Jardins-de-Napierville. El consejo municipal se compone del alcalde y de seis consejeros representando seis distritos territoriales. La alcaldesa actual (2015) es Sylvie Gagnon-Breton, que sucedió a Michel Lavoie en 2013.
|                         | 2005-2009                 | 2009-2013                 | 2013-2017              |
| Alcalde                 | Michel Lavoie             | Michel Lavoie             | Sylvie Gagnon-Breton   |
| 1 - Centre              | Benoît Tardif             | Benoît Tardif             | Jean-François Daoust   |
| 2 - Moulin – Saint-Paul | Joseph Boire              | Joseph Boire              | Claude Richer          |
| 3 - Lemieux             | Pierre Charbonneau        | Pierre Charbonneau        | Pierre Charbonneau     |
| 4 - Ferland             | Sylvie Gagnon-Breton      | Sylvie Gagnon-Breton      | François Turcot        |
| 5 - Ouest               | Louise Trudeau-Lefrançois | Louise Trudeau-Lefrançois | Marie-Dominique Fortin |
| 6 - Est                 | Jean-Marc Boyer           | Jean Hogue                | Rosaire Payant         |

* Al inicio del termo pero no al fin.  ** Al fin del termo pero no al inicio.
El territorio de Saint-Rémi está incluso en las circunscripciones electorales de Sanguinet a nivel provincial y de Beauharnois-Salaberry a nivel federal.

## Demografía
Según el censo de Canadá de 2011, había 7265 personas residiendo en esta ciudad con una densidad poblacional de 92,2 hab./km². Los datos del censo mostraron que de las 6136 personas censadas en 2006, en 2011 hubo un aumento poblacional de 1129 habitantes (18,4%). El número total de inmuebles particulares resultó de 3008 con una densidad de 38,17 inmuebles por km². El número total de viviendas particulares que se encontraban ocupadas por residentes habituales fue de 2892.
Evolución de la población total, Saint-Rémi, 1991-2015